# Super Robot Monkey Team Hyperforce Go!
Super Robot Monkey Team Hyperforce Go! is een Amerikaans/Japanse animatieserie, die sinds 2004 wordt uitgezonden. De serie is bedacht door Ciro Nieli, een van de regisseurs van Teen Titans.
De serie bevat invloeden van anime, Star Trek, Super Sentai en Star Wars. De serie is ook een tijdje in Nederland te zien geweest op Jetix, in nagesynchroniseerde vorm.

## Verhaal
De serie speelt zich af in een alternatief universum, in een stad genaamd Shugazoom, die zich bevindt op de gelijknamige planeet.
In deze stad vindt de jonge tiener Chiro op een dag een gigantische robot. Daarin liggen vijf robot-apen te slapen. Hij gaat de robot binnen en haalt een hendel over. Hij krijgt een vreemde energiestoot door zijn lichaam, en verandert zo in de Power Primate. Deze verandering geeft hem bovenmenselijke krachten. Ook worden de vijf robot-apen wakker. Ze accepteren Chiro als hun leider. Samen met de vijf apen moet Chiro de stad beschermen tegen de Skelleton King en diens troepen.
Omdat Chiro van nature geen superheld is, moet hij in de serie veel trainingen ondergaan. Ook verlaat het team geregeld de planeet om elders in het universum tegen het kwaad te vechten. Langzaam ontdekken de robotapen en Chiro meer over hun afkomst en over de ware aard van Skelleton King.

## Personages

### Helden
- Chiro: Chiro was ooit een gewone tiener, tot hij per ongeluk de Power Primate activeerde. Bij aanvang van de serie is hij dertien jaar oud, en halverwege seizoen 1 wordt hij veertien. Zijn krachten zijn afkomstig van de Power Primate, die zich manifesteert als een groen energieveld in de gedaante van een gorilla. Chiro is avontuurlijk qua karakter en zijn favoriete vak op school is wiskunde. Over Chiro’s verleden is maar weinig bekend. Zo worden zijn ouders bijvoorbeeld nooit gezien. Hij is bang voor clowns en in het begin van de serie ook voor water.
- Otto: Otto is de groene robot-aap. Hij is niet al te nuchter. Hij is een monteur en repareert alles wat stuk is. Zijn beste vrienden zijn Sprx-77 en Nova. Hij wil heel graag trapeze-artiest worden in het circus. Zijn wapens zijn 2 roterende messen. Deze kunnen door heel veel dingen snijden.
- Sprx-77: Sprx-77 is de rode robot-aap. Hij wordt door de anderen vaak Sparx of Sparky genoemd, maar heeft een grote hekel aan die tweede bijnaam. Hij is verliefd op Nova. Zijn wapens zijn twee sterke magneten. Hij is de beste piloot van allemaal.
- Antouri: Antouri is de zwarte robot-aap in het eerste en tweede seizoen en de zilveren aap in het derde en vierde seizoen. Hij doet dienst als co-leider van het team en als mentor van Chiro. Hij heeft twee sterke klauwen als wapens. Hij brengt het merendeel van zijn tijd door met mediteren.
- Nova: Nova is de gele robot-aap. Ze is de enige vrouwelijke aap in het team. Ze heeft een haat-liefdeverhouding met Sparx, maar naarmate de serie vordert, krijgt ze meer gevoelens voor hem. Ze heeft twee grote vuisten als wapens.
- Gibson: Gibson is de blauwe robot-aap. Hij noemt zichzelf ook wel Mr. Hal Gibson. Hij heeft twee boren als wapens.
- Superrobot: de enorme robot van het team. De robot heeft geen eigen intelligentie, maar wordt van binnenuit bestuurd door Chiro en de vijf robotapen. Indien nodig kan de robot opsplitsen in vijf verschillende voertuigen.
- Jinmay: Jinmay is het robotvriendinnetje van Chiro. Eerst was ze een slechte robot onder controle van Skeleton King, maar later heeft ze besloten om ook samen te werken met Chiro en zijn team. Ze kan haar uiterlijk en omvang aanpassen van het formaat van een mens naar het formaat van de superrobot.
- Sun Riders: een team van drie superhelden, die door Chiro worden gezien als zijn idolen.
- De alchemist: een man die de gave heeft om magie en wetenschap te combineren. Hij is de schepper van de robotapen. Hij wordt enkel gezien in flashbacks. Hij was het vroegere alter-ego van de Skeleton King.

### Schurken
- Skelleton King: de primaire antagonist in de serie. Hij is een ondode tovenaar/krijgsheer, die het universum doorreist met een levend ruimteschip genaamd de Citadel der Botten. Zijn doel is Shugazoom te veroveren. Hij was ooit de alchemist, maar verviel tot het kwaad en werd zo de Skelleton King.
- Mandarin: Mandarin is een ondode aap, die oorspronkelijk de leider was van de Hyperforce. Hij beschikt over een harnas met een zwaard en schild als wapen.
- Valina: een kwaadaardige tovenares. Ze was ooit lid van een geheim genoodschap van inwoners van Shugazoom die Skelleton King aanbaden.
- Dark One Worm: De Dark Ones zijn demonische wezens uit de kern van een planeet. De Dark One Worm is afkomstig uit de kern van Shugazoom. Hij is de ware meester van Skelleton King.
- Professor Maezono: een gestoorde wetenschapper en de schepper van de superrobot van de Hyperforce. Hij is enkel nog een brein dat kunstmatig in leven wordt gehouden.
- Scrapperton: een man die zichzelf heeft omgebouwd tot een robot. Hij houdt van verzamelen van spullen, met name van afval.

## Rolverdeling
| Personage         | Stem Nederlandse versie: | Stem Engelse versie:     |
| ----------------- | ------------------------ | ------------------------ |
| Chiro             | Florus van Rooijen       | Greg Cipes               |
| Antauri           | Ron Brandsteder          | Kevin Michael Richardson |
| Sprx-77           | Casper Veltenaar         | Corey Feldman            |
| Gibson            | Howard Komproe           | Tom Kenny                |
| Nova              | Kim-Lian van der Meij    | Kari Wahlgren            |
| Otto              | Boudewijn de Groot       | Clancy Brown             |
| The Skeleton King | Nol Havens               | Mark Hamill              |
| Mandarin          | Bartho Braat             | James Hong               |